# Sérgio Morinaga
Sérgio Massanori Morinaga (Osvaldo Cruz, 7 de junho de 1948 – São Paulo, 23 de março de 2020) foi um economista, contador e político paulista.

## Biografia
Formado em economia e em contabilidade, Sérgio Morinaga teve carreira política, iniciada no estado de São Paulo, onde foi deputado estadual pelo MDB de 1979 a 1983, tendo sido eleito em 1978 com 42 mil votos, para mandato na Assembleia Legislativa de São Paulo. 
Morinaga foi defensor das tradições nipônicas no país, notadamente em São Paulo. Colaborou com dezenas de municípios, em especial os municípios do Vale do Paraíba, em defesa da ecologia e do meio ambiente conferiu-lhe o título de Personalidade do ano do Vale do Paraíba em 1981.
Foi fundador e presidente da Associação dos Imigrantes no Brasil (Asibras), organizada com o objetivo de proteger e assistir os imigrantes, os quais; promoveu e auxiliou, junto de outras entidades japonesas, da Polícia Federal e da Ordem dos Advogados do Brasil (OAB), promovendo o recadastramento de 260 mil estrangeiros no Estado de São Paulo. Ajudou muitos estrangeiros que não possuíam documentos, conseguindo anistia para os mesmos.
Em 1998, em viagem ao Japão, para ver a situação do imigrantes, sua Associação ajudou muitos dekasseguis a voltarem para o país e serem reinseridos no mercado. Também ajudou para que vinte e três dekasseguis se recuperassem de um golpe dado por Osugi em 1998.
Estava internado no Hospital do Coração quando faleceu em 2020, devido à complicações no rim.